# Moral
|  | Per a altres significats, vegeu «moral (ciència militar)». |

Moral compass, 2015

La moral és una disciplina que determina la rectitud del comportament humà segons unes normes que expressen l'existència d'uns deures i obligacions. A través d'aquests principis morals les persones decideixen entre binomis de categories, com bo i dolent, just i injust, o adequat i inadequat, a través dels judicis morals.
El judici moral sempre es troba, parcialment o radicalment, unit a les creences ètiques, socials, polítiques i religioses de la comunitat on es troba inserit l'individu. La creació del judici de valor és un procés individual en cada persona, basat en les creences, en el nivell de desenvolupament (segons afirma Lawrence Kohlberg), en funció dels sentiments (com considera l'emotivisme moral) o en funció de creences o conviccions.

## Etimologia

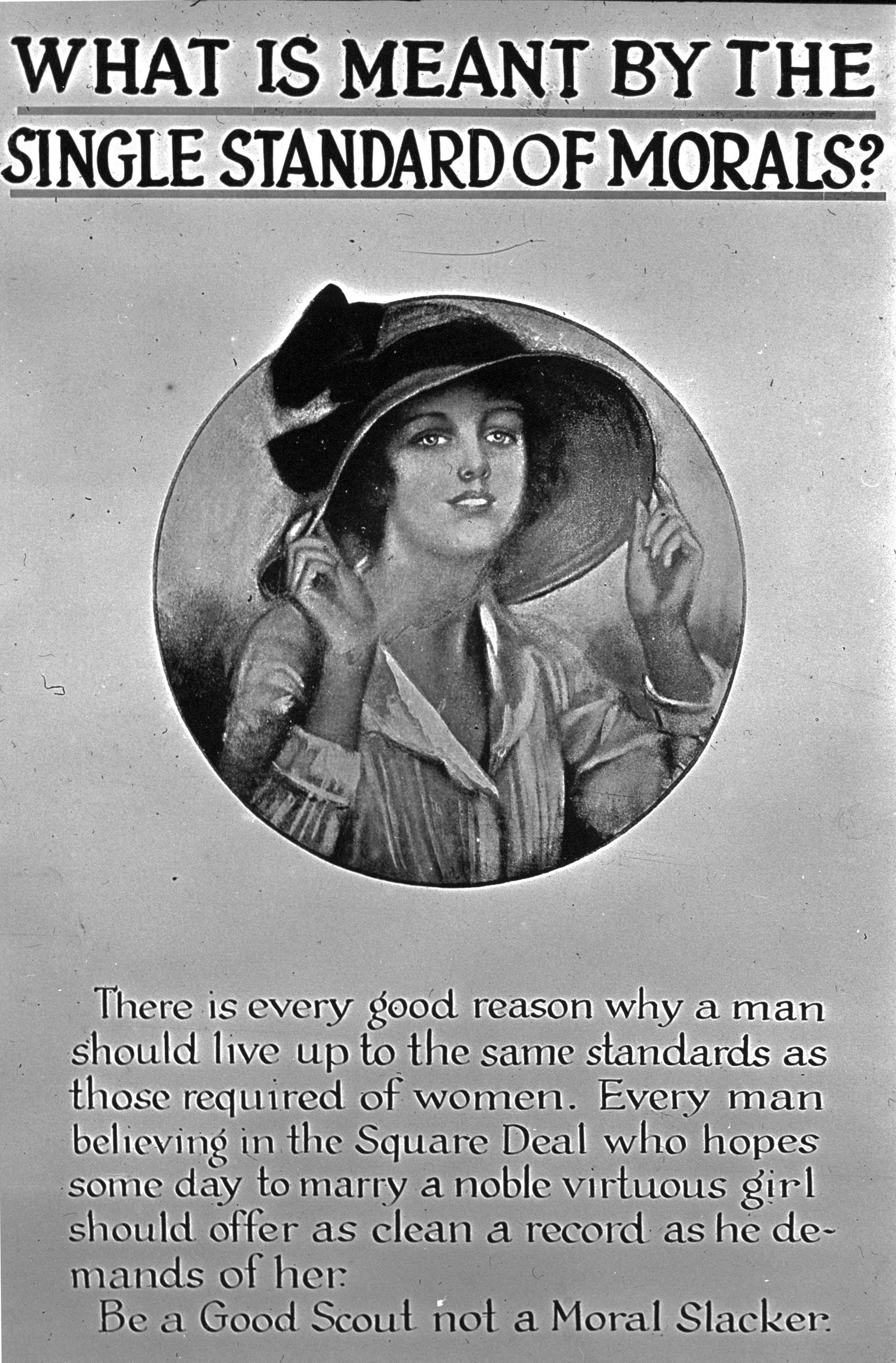
Cartell de propaganda sobre moral pública, convidant als homes a seguir els mateixos criteris morals que les dones per a oferir-los la mateixa virtut que exigeixen a les dones amb qui es volen casar.

El mot en català prové del llatí mos, moris, que significava costum.

## Relació amb l'ètica
La moral està relacionada amb l'ètica, però són diferents. La moral decideix la suposada bondat o maldat d'una acció mentre l'ètica fa una reflexió filosòfica sobre la creació dels judicis, i per això es considera integrada com una branca de la filosofia.
Per a alguns corrents filosòfics, l'ètica també analitza les qüestions morals. Per això, alguns poden definir l'ètica com la filosofia moral, però sense identificar l'ètica plenament amb la moral.